# Waterloo (metrostation)
Waterloo is een station van de metro van Londen dat wordt bediend door de Northern Line, de Bakerloo Line, de Jubilee Line en de Waterloo & City Line. Het ligt onder het gelijknamige spoorwegstation.

## Geschiedenis

### Aanleg
De eerste metrolijn bij Waterloo was de Waterloo & City Railway die op 8 augustus 1898 geopend werd. De London & South Western Railway wilde al in 1845 haar spoorlijn (Londen – Southampton) doortrekken tot in de binnenstad. In 1845 werd toestemming verleend voor een verlenging van Nine Elms tot Waterloo Bridge maar de verlenging naar de City kwam er niet. Om haar reizigers toch tot de City te kunnen vervoeren richtte ze de Waterloo & City railway op om de metro, die als bijnaam “The Drain” kreeg, tussen het spoorwegstation en het centrum te bouwen. De verbinding met het West End volgde op 10 maart 1906 toen de Baker Street & Waterloo Railway werd geopend. Hiertoe werd een eigen toegangsgebouw van architect Leslie Green opgetrokken aan York Road naast het station. De eigenaar van de Baker Street & Waterloo Railway, UERL, had in 1914 de Hampstead Tube doorgetrokken tot Embankement om deze een aansluiting op de District Railway en de Baker Street & Waterloo Railway te geven zodat reizigers uit het noorden daar konden overstappen op weg naar Waterloo. UERL wilde al in 1913 het dwarsprofiel van de C & SLR aanpassen en na de oorlog werd een wet aangenomen om openbare werken, zoals metrolijnen, te financieren. UERL wilde zolang de wet van kracht was zoveel mogelijk steun opstrijken en diende in november 1922 een plan in om de C & SLR aan te passen en via Waterloo te verbinden met de Hampstead Tube. De Hampstead Tube bereikte op 13 september 1926 Waterloo en in 1937 kregen de C&SLR en de Hampstead Tube de gezamenlijke naam Northern Line als verwijzing naar het Northern Heights project.

### Wederopbouw
Omdat  de Waterloo & City Railway eigendom was van de L&SWR en daarna van rechtsopvolger Southern Railway werd de lijn bij de nationalisatie van de spoorwegmaatschappijen in 1948 onderdeel van British Railways. In het kader van het Festival of Britain werd in 1951 het door Leslie Green, huisarchitect van UERL, ontworpen toegangsgebouw aan York Road gesloopt en vervangen door een nieuwe ingang aan de andere kant van de weg. Onderdeel van de verbouwing was de vervanging van liften door roltrappen tussen de perrons en de nieuwe stationshal. Na afloop van het Festival of Britain kwam op het terrein tussen de theems en York Road de Waterloo Air Terminal die via de nieuwe stationshal toegankelijk was. Nadat de check-in balie en de helikopterdienst naar Heathrow op 6 oktober 1957 werd beëindigd werd het Shell-centre hier gebouwd. De stationshal werd toen geïntegreerd in het Shell complex. In maart 1965 kwamen British Rail en London Transport gezamenlijk met "A Railway Plan for London" waarin onder meer werd aanbevolen om de Piccadilly Line alsnog door te trekken van Aldwych naar Waterloo. London Transport had al in november 1964 toestemming voor de bouw van de tunnels onder de Theems gevraagd, hetgeen in augustus 1965 werd goedgekeurd door het parlement. De plannen werden uitgewerkt maar bezuinigingen betekenden dat het project in 1967 werd stilgelegd voordat het was aanbesteed.  

### Kanaaltunnel
In het kader van de opening van de kanaaltunnel werd tussen het spoorwegstation en York Road Waterloo International gebouwd ten behoeve van de Eurostar. Hierbij werd de stationshal op de begane grond vergroot en aangesloten op het internationale deel. Het metrostation werd hierbij opgeknapt waarbij de perronwanden werden opgesierd met wandschilderingen rond het thema National Theatre en kwamen er wegwijzers die ook in het Frans gesteld werden. De wandschilderingen van Christopher Tipping zijn later weer verwijderd. In 1993 werd de Waterloo & City Railway twee maanden gesloten in verband met de komst van nieuw materieel en de ombouw tot het vierrail stroomsysteem van de metro. Op 1 april 1994 droeg Network SouthEast de lijn over aan de Underground en sindsdien is er sprake van de Waterloo & City Line. De reizigersdienst begon in verband met de paasdagen pas op 5 april 1994.

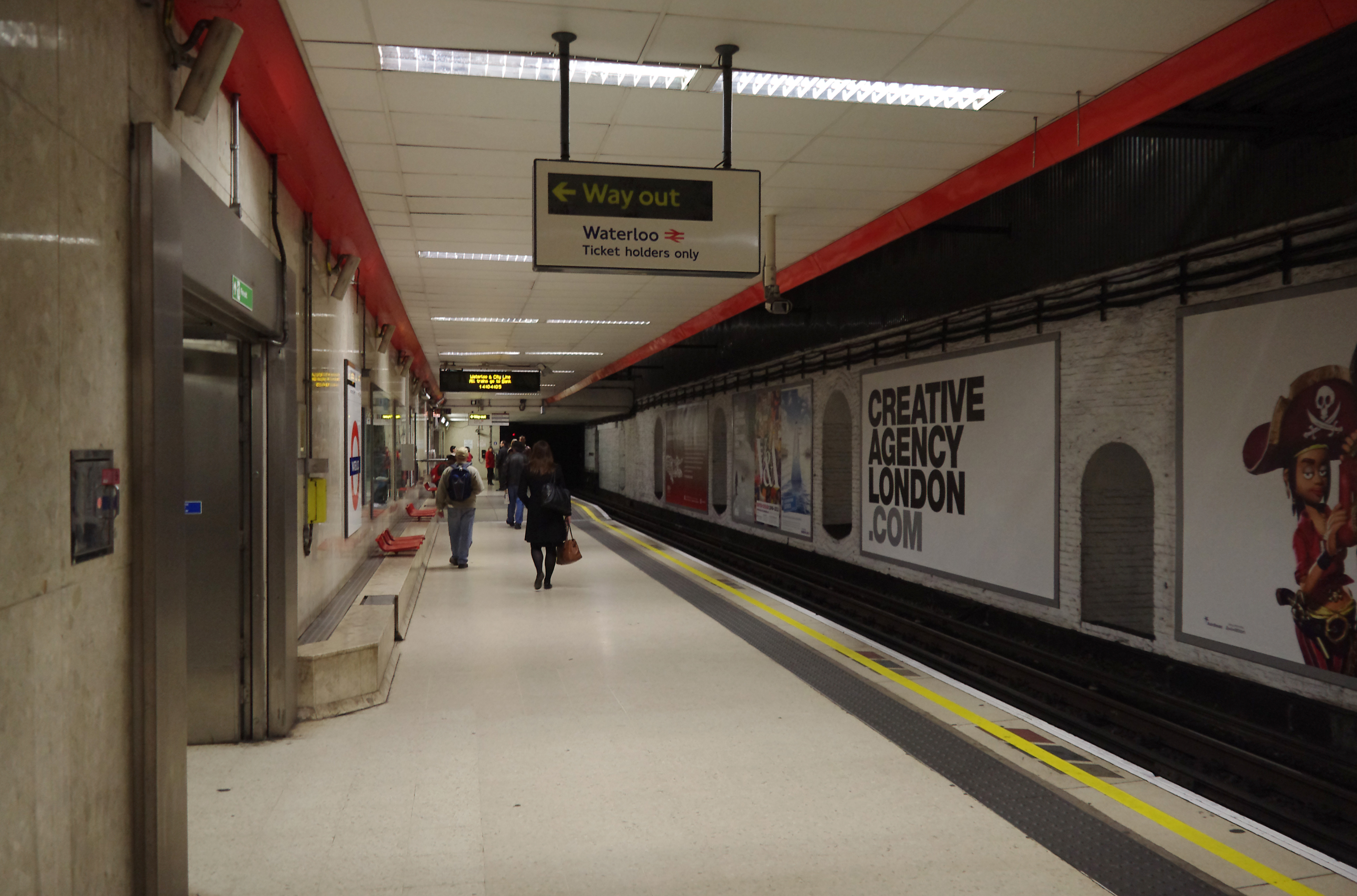
Waterloo & City Line
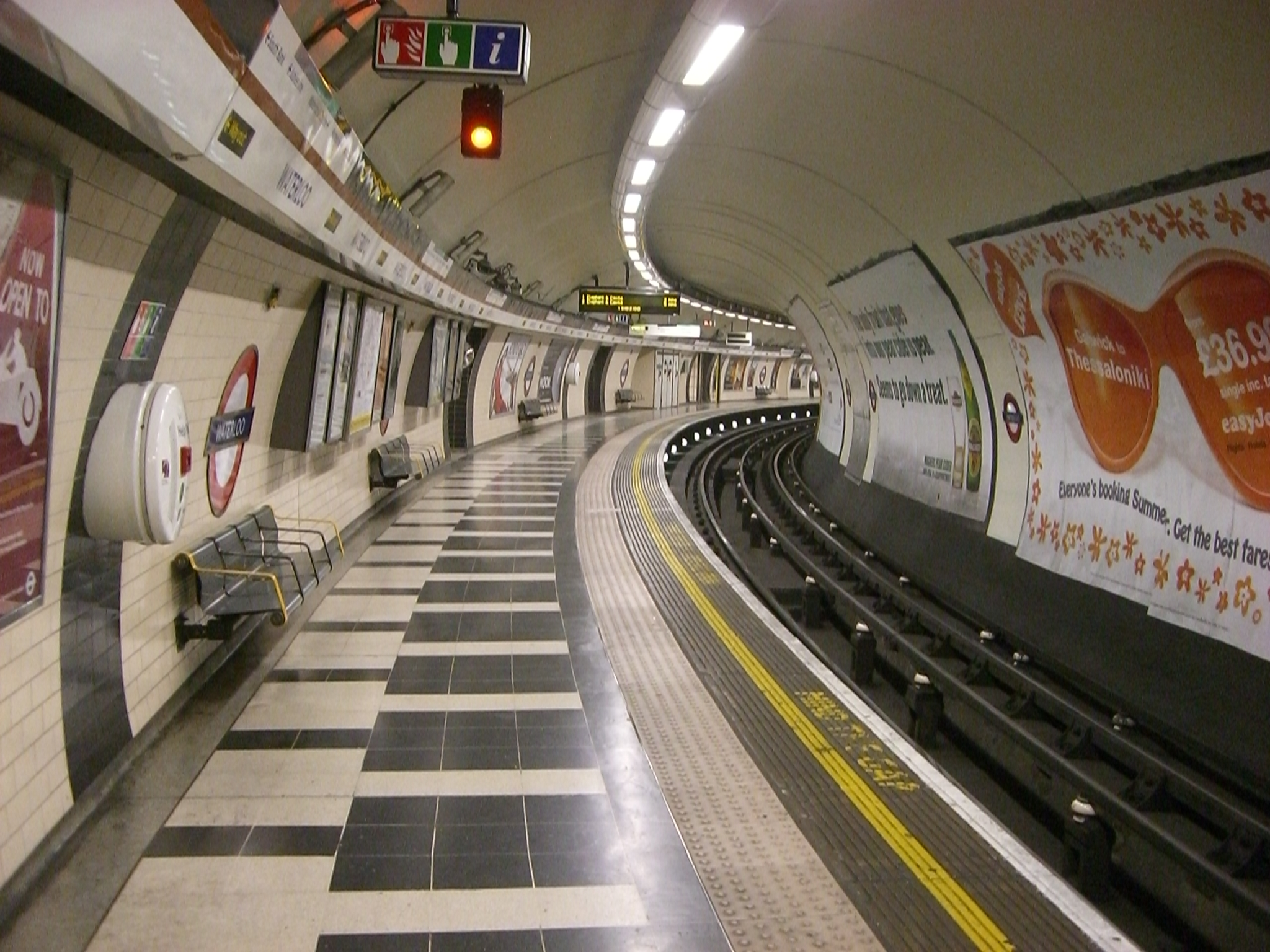
Bakerloo Line
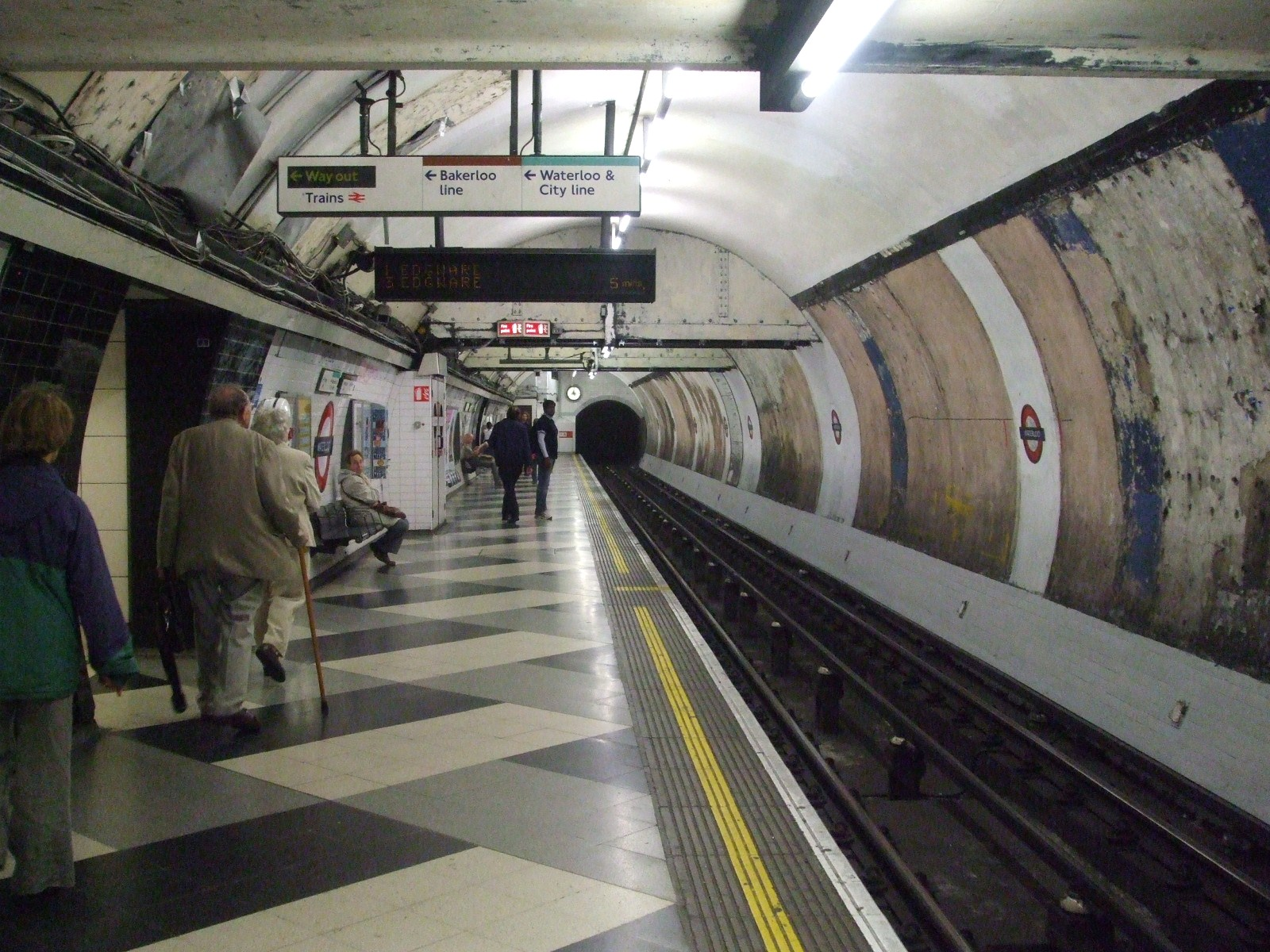
Northern Line

### Jubilee Line
In 1979 werd het eerste deel van de Jubilee Line geopend tussen Baker Street en Charing Cross met de bedoeling om de lijn onder Strand door te trekken naar het oosten. Gebrek aan fondsen betekende echter dat de aanleg vlak ten westen van Aldwych tot staan kwam. In 1992 werd een tracébesluit genomen waarin de lijn langs de grote spoorwegstations, waaronder Waterloo, over de zuidelijke oever zou lopen. De bouw begon in 1993 met een verwachtte bouwtijd van 53 maanden, door geologische tegenslagen bij Westminster werd de lijn pas op 20 november 1999 opengesteld voor reizigersverkeer. Vanaf 7 september 1999 werd wel een eilandbedrijf onderhouden ten oosten van Waterloo  waarbij meerdere stations onderweg naar Stratford werden overgeslagen.

### Southbank Place
Als onderdeel van de herontwikkeling van het Shell Centre tot "Southbank Place" door de Canary Wharf Group en Qatari Diar, werd de ingang uit 1951 in 2015 gesloten om plaats te maken voor een nieuwe. Deze nieuwe grotere ingang aan York Road, die ook een extra roltrap heeft, werd geopend in mei 2019.

## Ligging en inrichting
De perrons van de Waterloo & City Line liggen onder de stationshal van het spoorwegstation haaks op de kopsporen. De perrons zijn toegankelijk met vaste trappen vanuit twee voetgangerstunnels boven de kopsekanten van de metroperrons. Aan de zuidkant van de voetgangerstunnels ligt een reizigerstunnel parallel aan de perrons die met trappen verbonden is met de perrons van het spoorwegstation. Ten westen van de perrons buigen de tunnels af in noordoostelijke richting, ten oosten van het perron liggen opstelsporen deels in de openlucht onder Spur Road. Omdat de lijn niet verbonden is met de rest van het metronet, is hier ook een lift voor de aan en afvoer van materieel. 
De perrons van de Bakerloo Line liggen boven elkaar in een boog onder York Road voor de westgevel van het spoorwegstation. De perrons van de Northern Line liggen ten oosten van deze boog op dezelfde diepte als het onderste perron van de Bakerloo Line. De Northern Line en de Bakerloo Line hebben een gezamenlijke verdeelhal die met roltrappen verbonden is met de hal van het spoorwegstation en de ingang aan de York Road. Het Bakerloo-perron richting Elephant & Castle is met dwarsgangen verbonden met de verdeelhal, in de andere richting moeten de reizigers met een trap van en naar het lager gelegen perron. De perrons van de Northern Line zijn bereikbaar met trappen via vier dwarsgangen boven die perrons. Aan de oostkant ligt nog een gang parallel aan de perrons. Deze is aan een kant door een roltrap verbonden met de hal van het spoorwegstation en aan de andere kant via een 115 meter lange loopband met de verdeelhal van de Jubilee Line. 
De perrons en hallen van de Jubilee Line werden ontworpen door JLE Project Architects, onder leiding van Roland Paoletti. Het inpassen van de nieuwe perrons onder de bestaande metrolijnen en het spoorwegstation was een ingewikkelde zaak. De toegangshal van de Jubilee Line werd gebouwd onder de Cab Road waar vroeger de goedereningang van het station lag. Deze toegangshal grenst direct aan de hal van het spoorwegstation en is met roltrappen verbonden met de verdeelhal boven de perrons van de Jubilee Line. Boven de roltrappen staat een beeld van een olifant van de hand van Kendra Haste dat in 2000 onderdeel was van de Platform for Art tentoonstelling in station Gloucester Road. De verdeelhal boven het midden van de perrons is, naast de verbindingstunnel, met roltrappen verbonden met de perrons die onder het niveau van die van de Bakerloo Line liggen. 
De perrons van de Jubilee Line zijn, net als bij de andere stations van Jubilee Line op de zuidoever, voorzien van perronschermen met perrondeuren. 

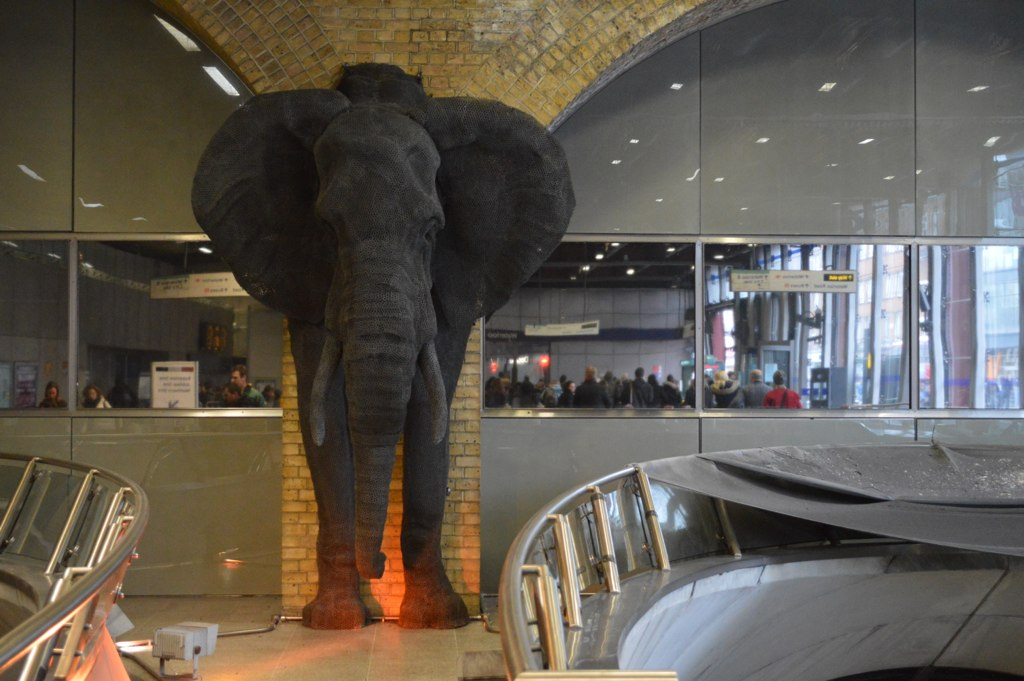
De olifant van Kendra Haste
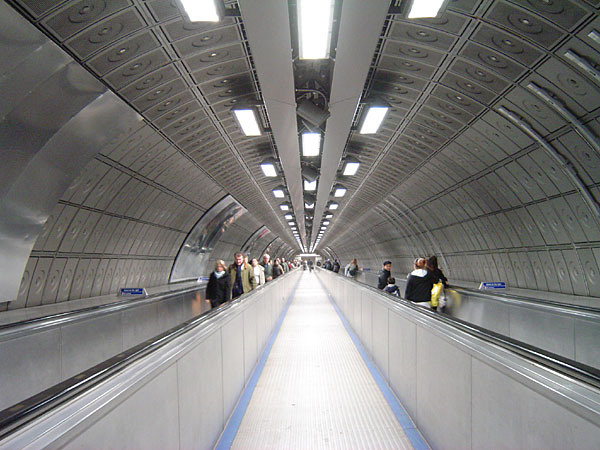
De loopband tussen de Jubilee Line en de Bakerloo en Northern Line
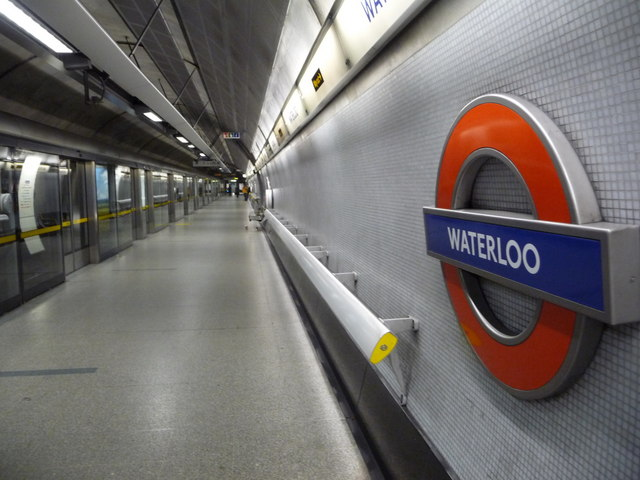
Jubilee Line

Harrow & Wealdstone ·
Kenton ·
South Kenton ·
North Wembley ·
Wembley Central ·
Stonebridge park ·
Harlesden ·
Willesden Junction ·
Kensal Green ·
Queen's Park ·
Kilburn Park ·
Maida Vale ·
Warwick Avenue ·
Paddington ·
Edgware Road ·
Marylebone ·
Baker Street ·
Regent's Park ·
Oxford Circus ·
Piccadilly Circus ·
Charing Cross ·
Embankment ·
Waterloo ·
Lambeth North ·
Elephant & Castle
Stanmore ·
Canons Park ·
Queensbury ·
Kingsbury ·
Wembley Park ·
Neasden ·
Dollis Hill ·
Willesden Green ·
Kilburn ·
West Hampstead ·
Finchley Road ·
Swiss Cottage ·
St. John's Wood ·
Baker Street ·
Bond Street ·
Green Park ·
Westminster ·
Waterloo ·
Southwark ·
London Bridge ·
Bermondsey ·
Canada Water ·
Canary Wharf ·
North Greenwich ·
Canning Town ·
West Ham ·
Stratford
Waterloo · 
Bank